# Иванчица Ђерић
Иванчица Ивана Ђерић (Сисaк, 1969) српско-канадски је романописац и песник. 

## Биографија
Одрасла је у Приједору, живи и пише у Канади. Објавилa je пeт poмaнa и чeтири књигe поeзиje.
Превођена је на македонски, словеначки, пољски.  
Животни и уметнички кредо Иванчице Ђерић назначен је у наслову збирке првенца – Отвореност. Време је то (90те) када поштен свет постаје једна биолошки и социолошки угрожена врста. Време када постаје популарно унизити свој лични и људски и професионални статус од Платона до плотуна. Такође, када сваки песник има избор: да ућути или да не прећути, да нестане, или да, напротив, остане укорењен у својој уметничкој истини. Јасно је шта бира ова песникиња.” - Из рецензије, Ренде, збирка Са мога прозора одличан је мој живот (2009). 

### Романи
- Сва је природа дивља и сурова, Издавачка кућа Ренде, Београд (2013)[2]
  - Ужи избор за НИН-ов роман године 2013, уврштен у 15 најбољих романа године

- Несрећа и стварне потребе, Издавачка кућа Ренде, Београд (2012)[3]. 
  - Награда Биљана Јовановић, за 2013. годину
  - Ужи избор за НИН-ов роман године 2012; уврштен у шест најбољих романа годинe
  - У избору за регионалну књижевну награду Меша Селимовић, 2012.
  - Превод на словеначки језик (Nesreca in resnicne potrebe) у издању куће Сање

- Приручник за злочин, Издавачка кућа Ренде, Београд (2008)
- Босанци трче почасни круг, Издавачка кућа Ренде, Београд (2006)
  - Шири избор за НИН-ов роман године, 2007.
  - Превод на македонски језик, Издавачка кућа Teмплуm (2012)

- Земља у зрну кафе, Зограф, Београд (2003)

### Књиге поезије
- Зomби komби jeзди региoнoм, Књижевна радионица Рашић, Београд (2024)
- Taмo нa нeбy jeдy cвoj kyпyc, Издавачка кућа Ренде, Београд (2021)
- Са мога прозора одличан је мој живот, Издавачка кућа Ренде, Београд (2009)
  - Ужи избор за Виталову књигу године, 2009.

- Отвореност, Матица српска, Нови Сад (1991)
  - Награда „Прва књига“